# ? (album Neny)
? (Fragezeichen) – drugi album zespołu Nena nagrywany w grudniu 1983 roku, a wydany 27 stycznia 1984. Zawiera 12 utworów.
Zespół zachęcony ogromnym sukcesem pierwszego albumu, postanowił nagrać drugą płytę. Jej nazwa pochodzi od tytułowego utworu. Sam utwór długo nie miał tytułu i na koncertach był przedstawiany jako piosenka bez tytułu. Wokalistka, Nena, znalazła w tym pytajniku głębszy sens i postanowiła tak właśnie nazwać tę piosenkę. Album został wyprodukowany przez Reinholda Heila i Manne Preakera. Jest on nieco inny w porównaniu do poprzedniego, muzyka na płycie jest bardziej dojrzalsza od tej wydanej rok wcześniej. Odniósł jednak wielki sukces, porównywalny z poprzednim albumem. Czołowym hitem płyty jest utwór ?. Album promowały single: ?, Rette mich oraz Lass mich dein Pirat sein.

## Opis niektórych utworów
- ? (Fragezeichen) – piosenka skomponowana przez Uwego Fahrenkrog-Petersena, tekst natomiast napisała Nena. Zawarła tutaj swoje rozterki z punktu widzenia dziewczyny, która nagle znalazła się w samym środku dżungli, zwanej show-biznesem, i próbuje w tym wszystkim odnaleźć samą siebie, oraz to, co jest dla niej naprawdę ważne.
- Lass mich den Pirat sein – tekst tej „pirackiej ballady” napisał perkusista Rolf Brendel, który również skomponował melodię. Było to jego wyznanie miłosne dla Neny – odpowiedź na jej ubiegłoroczny hit Leuchtturm. Piosenka stała się inspiracją do słynnej foto-sesji z Brava, w której cały zespół przebrany był za piratów.
- Rette mich – Carlo opisał tutaj swoją samotność podczas tras koncertowych.

## Lista utworów
1. Rette mich – 3:16
2. ? – 4:30
3. Das Land der Elefanten – 3:41
4. Unerkannt durchs Märchenland – 3:20
5. Küss mich wach – 2:41
6. Lass mich dein Pirat sein – 4:50
7. Ich häng an dir – 4:12
8. Sois bienvenu – 3:21
9. Keine Antwort – 3:17
10. Der Bus is’ schon weg – 0:15
11. Es regnet – 4:44
12. Der Anfang vom Ende – 3:52